# Booranus spinibasus
Booranus spinibasus is een vlokreeftensoort uit de familie van de Phoxocephalidae. De wetenschappelijke naam van de soort is voor het eerst geldig gepubliceerd in 1974 door Cooper.